# Kromosom 21 (čovjek)
Kromosom 21 u kariotipu čovjeka je autosomni kromosom, najmanji (dvadeset drugi) po dimenzijama i broju nukleotida. Prema položaju centromere pripada akrocentričnim kromosomima i svrstan je u G skupinu kromosoma. Sastoji se od 47 milijuna nukleotida što predstavlja oko 1,5 ukupne količine DNK u stanici.
Potvrđeno je da kromosom 21 sadrži oko 300 gena, ali se pretpostavlja da ih ima oko 400
Broj polimorfizama jednog nukleotida (eng. Single Nucleotide Polymorphism - SNP) je oko 150 000.

## Geni kromosoma 21
Neki od važnijih gena kromosoma 21 jesu:
- C21orf59: otvoreni okvir čitanja 59 kromosoma 21
- CBS: cistationin-beta-sintetaza
- CLDN14: klaudin 14
- HLCS: holokarboksilaza sntetaza
- KCNE1: kalijev membranski kanal, član 1
- KCNE2: kalijev membranski kanal, član 2
- LAD: gen vezan za deficit adhezije leukocita
- SOD1: superoksid dismutaza 1
- TMPRSS3: transmembranska proteaza, serinska 3
- PCNT: centrosomski pericentrin
- DSCR1: kritična regija za razvoj Downovog sindroma[3]
- DYRK1A: kinaza 1A regulirana tirozin-(Y)-fosforilacijom dvostruke specifičnosti
- RRP1B: homolog B obrade ribosomske RNK 1
- s100B: protein koji veže kalcij

## Bolesti vezane za kromosom 21
Poznat je sadržaj i raspored gena kromosoma 21 čije mutacije izazivaju niz nasljednih bolesti. Najvažnije bolesti vezane za mutacije na kromosomu 21 jesu:
- Alzheimerova bolest
- amiotrofična lateralna skleroza
- autoimuni poliglandularni sindrom
- Erondu–Cymetov sindrom
- deficit holocarboksilaza sintetaze
- homocistinuria
- Jervell i Lange-Nielsenov sindrom
- deficit adhezije leukocita
- gluhoća
- Romano-Wardov sindrom

## Aberacije kromosoma 21

### Trisomija 21
Najčešća trisomija koja se javlja u ljudskoj populaciji je trizomija 21, koja se fenotipski izražava kao Downov sindrom. Učestalost ovog sindroma u ljudskoj populaciji je 1:700. Na učestalost Downovog sindroma utječe starost majke, tako da se kod žena starijih od 40 godina ta učestalost povećava na 1:45. Kariotip je 47,XX+21 ili 47,XY+21 (ukupan broj kromosoma, spolni kromosomi + kromosom koji je višak).
Uzrok trisomije 21 može biti i uravnotežena translokacija 21 kod jednog od roditelja. Roditelj s uravnoteženom translokacijom, osim normalnih gameta, može proizvesti i gamete u kojima je jedan kromosom 21 više. Spajanjem takvih nenormalnih gameta (imaju dva kromosoma 21) s normalnim (imaju jedan kromosom 21) nastat će zigota koja nosi neuravnoteženu translokaciju 21. Osoba s neuravnoteženom translokacijom 21 imat će kariotip s 47 kromosoma jer je kromosom 21 višak.
Klinička slika Downovog sindroma
Najizrazitija obilježja ovog sindroma su: mentalna retardacija, srčane malformacije praćene različitim stupnjevima malformacija drugih organa, smanjena otpornost infekcije, povećan rizik pojave leukemije, skraćeni životni vijek.
Osobe s ovim sindromom imaju i prepoznatljive morfološke osobine kao što su :
- koso ("mongoloidno") postavljene i široko razmaknute oči, mali nos širokog korijena, smanjeni obujam glave i ravan potiljak, usta su mala pa normalno veliki jezik viri iz njih, ušne školjke su gotovo uvijek loše oblikovane, malih dimenzija i nisko su postavljene, zubi nepravilnog oblika i broja i kasno izbijaju, široke šake s kratkim prstima, na dlanovima može postojati "brazda četiri prsta" (majmunska brazda) uz izmijenjene dermatoglife.

Klinička slika može biti ublažena ako je kod osobe prisutan mozaicizam.

### Delecija 21q-
Delecija dugog kraka (q) kromosoma 21 (G delecija sindrom I) fenotipski se manifestira kao antimongoloismus čija je klinička slika: antimongoloidni položaj očiju, hipertonija, malformacije kostiju, zaostajanje u rastu i mikrognatija.

### Robertsonove translokacije
Robertsonove translokacije su razmjene dijelova između akrocentričnih kromosoma, pri čemu ti kromosomi mogu biti isti, 21/21, ili različiti, najčešće 14/21. Kod ove translokacije dolazi do istovremenog prekida na jednom kromosomu iznad, a na drugom ispod centromere. Zatim dolazi do međusobnog spajanja prekinutih dijelova i to tako što se spoje dugi krakovi oba kromosoma, a kratki (p) krakovi izgube se u prvoj sljedećoj diobi. Spajanjem dugih krakova oba kromosoma nastaje jedan metacentrični kromosom (ako su u spajanju sudjelovali isti kromosomi) ili submetacentrični kromosom (ako su se spojili q krakovi različitih kromosoma).
Nositelji ovih translokacija najčešće su fenotipski normalne, jer se gube samo kraći krak akrocentričnih kromosoma. Kratki krakovi sadrže gene čiji nedostatak ne utječe na fenotip. Takve se osobe nazivaju nositelji uravnotežene translokacije. Potomstvo ovih osoba je ugroženo i može imati poremećen broj kromosoma, što izaziva određene sindrome (npr. Downov sindrom). Takvi potomci imaju neuravnoteženu translokaciju.
Potomstvo osoba koje su nositelji uravnotežene translokacije je u različitom stupnju ugroženo ovisno od toga je li se translokacija zbila izmađu istih ili različitih kromosoma. Kada je npr. u pitanju translokacija 14/21 tada takvi roditelji stvaraju i normalne gamete (imaju po jedan kromosom 14 i 21) i gamete koji nose translokaciju (imaju spojene kromosome 14/21) pa mogu imati i normalnu i oboljelu djecu. U slučaju translokacije 21/21 (između istih kromosoma) osoba ne proizvodi normalne gamete već samo gamete koji imaju oba kromosoma 21 (priljepljene jedan za drugi) ili su bez kromosoma 21, ne ne mogu imati zdravu djecu.